# Lucie Décosse

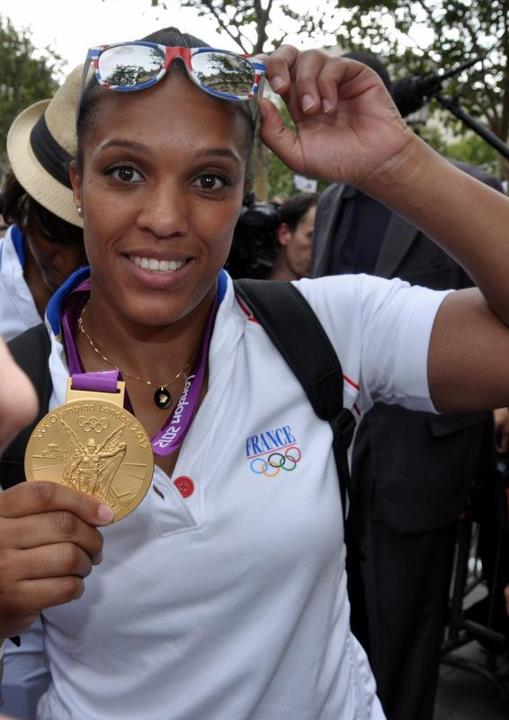
Lucie Decosse (2012)

Lucie Décosse (* 6. August 1981 in Chaumont, auch Lucie Decosse) ist eine französische Judoka, Olympiasiegerin und dreifache Weltmeisterin. Sie trat bis 2008 zumeist im Halbmittelgewicht an, der Gewichtsklasse bis 63 Kilogramm, seit 2009 startet sie im Mittelgewicht bis 70 Kilogramm. Sie ist Offizier des französischen Nationalverdienstordens.

## Karriere
Lucie Décosse gewann 1998 die Bronzemedaille bei den Weltjugendspielen in Moskau, 2000 siegte sie bei den Juniorenweltmeisterschaften in Nabul. 2001 erkämpfte sie beim Weltcupturnier in Paris ihren ersten großen Turniersieg in der Erwachsenenklasse, Anfang 2002 siegte sie bei den Europameisterschaften in Maribor, konnte ihren Titel jedoch im Folgejahr nicht verteidigen. Nach siebten Plätzen bei den Weltmeisterschaften 2003 und den Europameisterschaften 2004 belegte Décosse auch bei den Olympischen Spielen 2004 den siebten Platz.
2005 gewann sie zwei internationale Medaillen: nach Bronze bei den Europameisterschaften in Rotterdam siegte sie bei den Weltmeisterschaften in Kairo im Finale gegen Ayumi Tanimoto aus Japan. 2006 unterlag sie im Finale der Europameisterschaften in Tampere gegen die Britin Sarah Clark, im September 2006 gewann sie in Paris den Mannschafts-Weltmeistertitel. 2007 siegte Décosse bei den Europameisterschaften in Belgrad, bei den Weltmeisterschaften 2007 unterlag sie im Finale gegen Driulis Gonzalez aus Kuba. 2008 gewann Décosse in Lissabon ihren dritten Europameistertitel; bei den Olympischen Spielen 2008 fand im Finale ein Revanchekampf für das Weltmeisterschaftsfinale 2005 statt, Tanimoto besiegte Décosse nach 1:26 Minuten durch Ippon.
Nach dem Wechsel ins Mittelgewicht gewann sie bei den Europameisterschaften 2009 in Tiflis auch in dieser Gewichtsklasse. 2010 und 2011 erkämpfte sie jeweils den Weltmeistertitel, bei den Europameisterschaften 2011 erhielt sie die Bronzemedaille.
Ihr größter Erfolg war ihr Sieg im Finalkampf gegen Kerstin Thiele bei den Olympischen Sommerspielen 2012 in London.

## Auszeichnungen
- Ritter des französischen Nationalverdienstordens[1] (2009)
- Ritter der Ehrenlegion (2012)
- Offizier des französischen Nationalverdienstordens (2013)